# Domaine de Marie
 (juin 2023).
Si vous disposez d'ouvrages ou d'articles de référence ou si vous connaissez des sites web de qualité traitant du thème abordé ici, merci de compléter l'article en donnant les références utiles à sa vérifiabilité et en les liant à la section « Notes et références ».

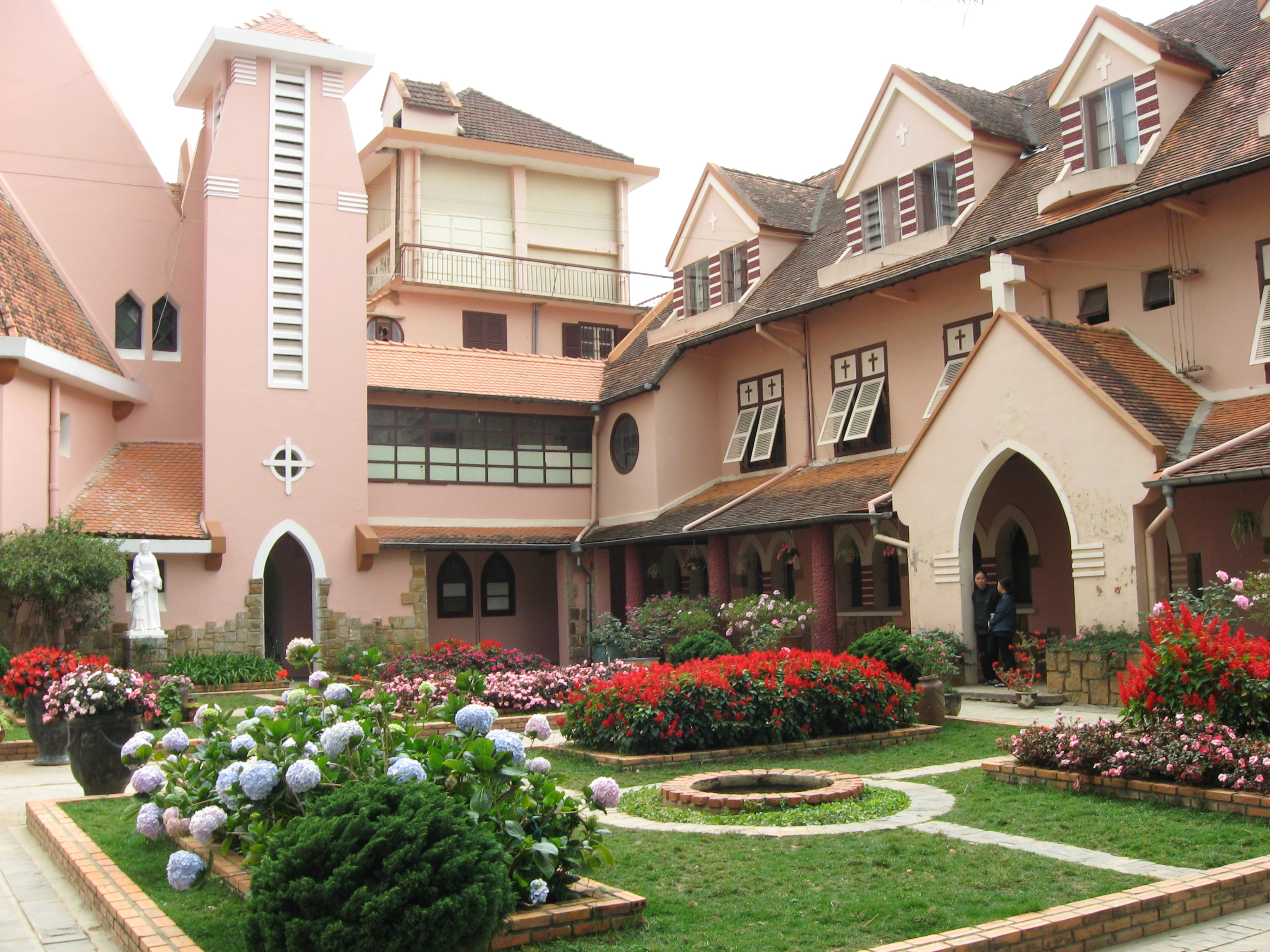
Vue du cloître

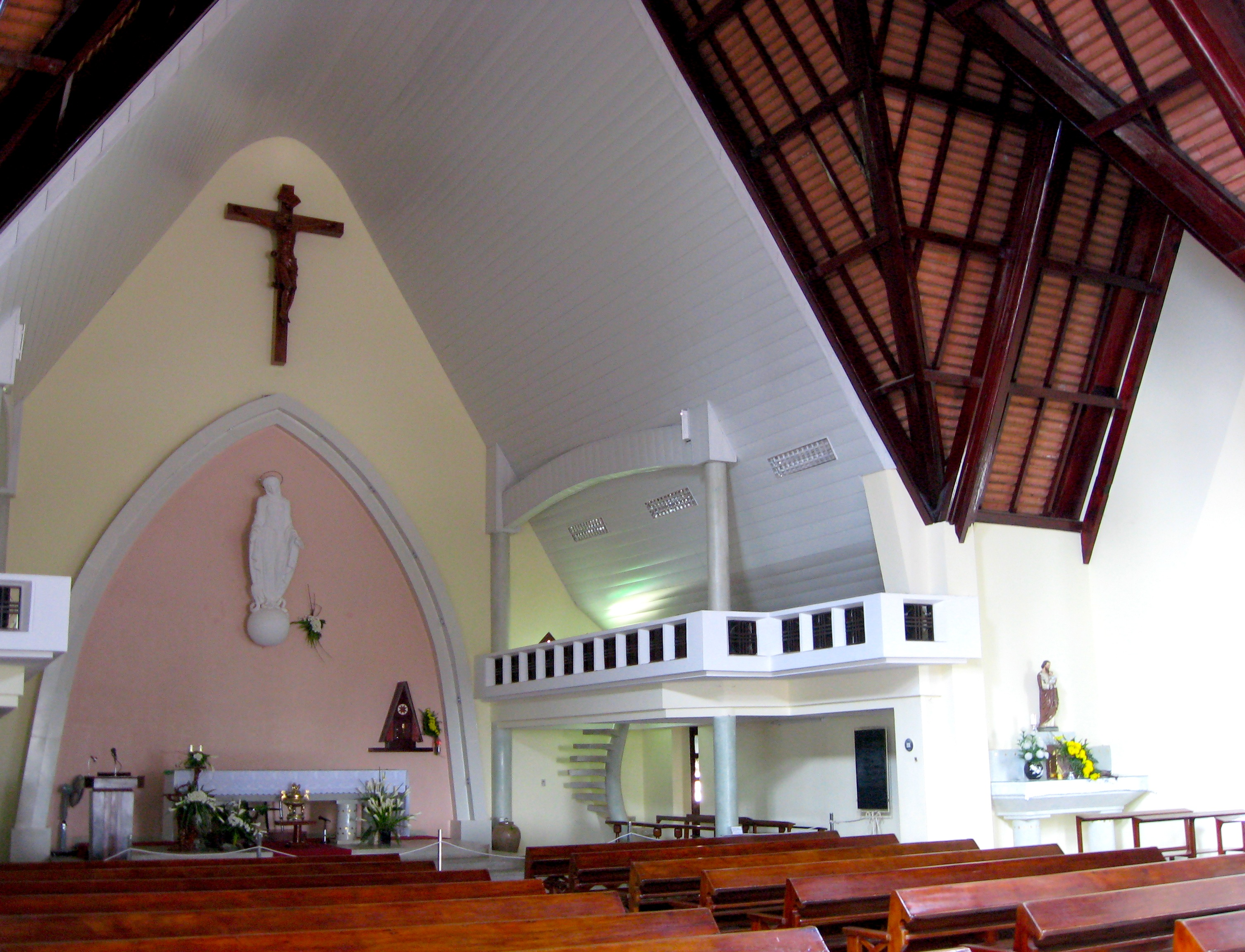
Intérieur de la chapelle

Le Domaine de Marie (en vietnamien: Mai Anh) est un couvent catholique situé à Dalat au Viêt Nam construit de 1930 à 1940 par la congrégation des Filles de la Charité de saint Vincent de Paul. Il se trouve en haut d'une colline, au no 1 de la rue Ngo Quyen, à un kilomètre au nord-est du centre-ville.  

## Histoire
La station climatique de Dalat - située à 1 500 mètres d'altitude - abritait à l'époque de l'Indochine française de nombreuses institutions religieuses, écoles, internats (comme le fameux couvent des Oiseaux), ainsi que des établissements de soins, sanatoriums, hôpitaux, l'institut Pasteur, etc. L'empereur Bao Dai y possédait sa résidence d'été. Son épouse, de confession catholique, fut la bienfaitrice de nombre de ces institutions, dont la plupart étaient issues de congrégations nées en France.
Le couvent a recueilli des réfugiés du Nord Vietnam après la prise de pouvoir des communistes en 1954. Avant l'arrivée des troupes du Vietcong en 1975, le Domaine de Marie abritait plus de trois cents Sœurs qui s'occupaient d'un orphelinat et de plusieurs jardins d'enfants. Les Françaises sont parties à cette époque. Il reste aujourd'hui des Sœurs vietnamiennes qui s'occupent d'enfants handicapés et vendent des fruits et des sucreries, ainsi que des objets d'artisanat.

## Description
La chapelle, s'inspirant de l'architecture normande du XVIIe siècle modernisée au goût du XXe siècle, mélange aussi des éléments locaux, de même que l'ensemble des autres bâtiments du couvent, comme le montrent les toits en pente typiques de l'architecture des hauts plateaux. La chapelle mesure 33 mètres de longueur et 11 mètres de largeur.
La statue de Notre-Dame, sculptée en 1943, est l'œuvre d'Évariste Jonchère (1892-1956), à l'époque directeur de l'École des Beaux-Arts d'Indochine. Elle mesure trois mètres de hauteur. C'est un don de l'épouse du haut-commissaire en Indochine, Mme Jean Decoux, née Suzanne Humbert, également bienfaitrice du couvent, qui est enterrée derrière la chapelle, selon ses dernières volontés.